# Tsingtau (Schiff, 1904)
Die Tsingtau war ein Flusskanonenboot der Kaiserlichen Marine. Das Boot wurde von 1904 bis 1914 in China eingesetzt.

## Bau
Da die 1899 angekaufte und behelfsmäßig eingesetzte Dampfbarkasse Schamien den Anforderungen in China nicht genügte, wurden 1902 bei der Werft F. Schichau in Elbing zwei Flusskanonenboote in Auftrag gegeben. Mit dem Bau des ersten Bootes wurde im Sommer 1902 begonnen. Am 18. April 1903 stand es zum Stapellauf bereit und erhielt dabei den Namen Tsingtau, nach der Hauptstadt des deutschen Pachtgebietes Kiautschou. Am 15. Mai konnte das Boot der Kaiserlichen Marine übergeben werden. In der Folgezeit wurden Probefahrten durchgeführt, ohne dass es dafür zu einer offiziellen Indienststellung gekommen wäre. Nach deren Abschluss wurde die Tsingtau im September von der Werft zerlegt und mit dem Dampfer Prinzess Marie nach Hongkong verschifft. Dort erfolgte auf einer Privatwerft der erneute Zusammenbau. Dieses Verfahren wurde durch die Pontonbauweise des aus neun Teilen bestehenden Bootes ermöglicht.

## Einsatzzeit
Die Tsingtau wurde am 3. Februar 1904 in Dienst gestellt und dem Ostasiengeschwader zugeteilt. Das Einsatzgebiet des Bootes umfasste den Perlfluss und den Westfluss sowie das Mündungsgebiet um Hongkong und Macau. Hauptaufgaben der Tsingtau waren die Repräsentation des Deutschen Reiches, die Sicherung deutscher Staatsangehöriger und Wirtschaftsinteressen sowie die Bekämpfung der Piraterie. Zu diesem Zweck unternahm das Boot mehrere Fahrten auf dem Perlfluss und seinen Nebenflüssen und besuchte dabei unter anderem die Städte Wuzhou, Nanning, Shiuchow und Longtschou. Das Befahren der Ströme stellte dabei wegen der schwankenden Wasserstände sowie vorhandener Stromschnellen eine Herausforderung für das Boot und seine Besatzung dar.
Neben den üblichen Flussfahrten half die Besatzung im Juni 1906 in Macau beim Löschen eines Brandes. Im August und September desselben Jahres ging die Tsingtau gemeinsam mit britischen und französischen Kriegsschiffen gegen die Piraterie im Bereich der Mündungen von Westfluss und Ostfluss vor. Im Januar 1911 hatte das Boot den Leichnam des am 21. Januar in Hongkong verstorbenen Geschwaderchefs, Konteradmiral Erich Gühler, auf den Dampfer Bülow des Norddeutschen Lloyd zu überführen. Aufgrund der ausgebrochenen Xinhai-Revolution hatte die Tsingtau ab dem 30. Oktober 1911 kurzzeitig eine Wache für das deutsche Konsulat in Kanton zu stellen, um dieses vor Übergriffen zu schützen.
Am 30. Juli 1914 erhielt die Tsingtau, die sich zu diesem Zeitpunkt gerade auf dem Westfluss aufhielt, den Befehl zur Rückkehr nach Kanton. Hintergrund hierfür waren die politischen Spannungen in Europa im Zusammenhang mit der Julikrise. Das Boot erreichte Kanton am 1. August und wurde entsprechend den Plänen für den Mobilmachungsfall am Folgetag dort außer Dienst gestellt und aufgelegt.

## Verbleib
Der Kommandant der Tsingtau, Kapitänleutnant Erwin von Möller, begab sich in der Folge mit einem Teil der Besatzung nach Manila, um dort eine Etappe für das Ostasiengeschwader einzurichten. Bei dem Versuch, die Emden mit dem Kohlendampfer Hoerde zu erreichen, wurden die Männer durch die Niederlande interniert. Ihnen gelang jedoch die Flucht mit dem Schoner Marboek, der in Weddigen umbenannt wurde. Nach 82 Tagen erreichte der Trupp Anfang März 1915 die arabische Küste und trat den Fußmarsch in Richtung der türkischen Stellungen an. Am 29. März wurden von Möller und seine Männer nördlich von Dschidda von Arabern überfallen und getötet.
Der Großteil der zunächst in Kanton verbliebenen Besatzung begab sich auf dem Landweg nach Tsingtau. Dort wurde sie dem Hilfskreuzer Cormoran zugeteilt. Mit diesem wurden sie Ende 1914 auf Guam interniert und gerieten nach dem Kriegseintritt der Vereinigten Staaten in Kriegsgefangenschaft.
Lediglich eine kleine Restbesatzung verblieb an Bord der Tsingtau. Bis zum 21. März 1917 lag das Boot vor Kanton. An diesem Tag trat China auf Seiten der Alliierten in den Ersten Weltkrieg ein. Die Tsingtau wurde daraufhin von ihrer Besatzung auf Position 23° 9′ N, 113° 15′ O versenkt, um sie so dem Zugriff des neuen Kriegsgegners zu entziehen. Später unternommene Hebeversuche blieben erfolglos.

## Kommandanten
| 3. Februar 1904 bis November 1905 | Kapitänleutnant Giebler                                            |
| November 1905 bis November 1906   | Kapitänleutnant Friedrich Brehmer                                  |
| November 1906 bis November 1907   | Kapitänleutnant Förtsch                                            |
| November 1907 bis November 1909   | Kapitänleutnant Roß                                                |
| November 1909 bis November 1911   | Kapitänleutnant Nikolaus Graf zu Dohna-Schlodien                   |
| November 1911 bis Oktober 1912    | Kapitänleutnant Freiherr von Fircks                                |
| Oktober bis Dezember 1912         | Oberleutnant zur See Freiherr von Speth-Schülzburg (in Vertretung) |
| Dezember 1912 bis 2. August 1914  | Oberleutnant zur See / Kapitänleutnant Erwin von Möller            |